# Teufenbach-Katsch
Teufenbach-Katsch – gmina w Austrii, w kraju związkowym Styria, w powiecie Murau. Liczy 1857 mieszkańców (1 stycznia 2015).